# Caris LeVert
Caris Coleman LeVert, né le 25 août 1994 à Columbus dans l'Ohio, est un joueur américain de basket-ball évoluant aux postes d'arrière et ailier. Il joue actuellement pour les Pistons de Détroit en NBA.

## Biographie

### Carrière universitaire
Le 17 avril 2014, il choisit de ne pas s'inscrire à la draft 2014 de la NBA et de rester avec les Wolverines du Michigan.

### Carrière professionnelle

#### Nets de Brooklyn (2016-2021)
À la fin de la saison 2015-2016, après quatre années universitaires, il est automatiquement éligible à la draft 2016 de la NBA.
Le 4 mars 2020, il bat son record en carrière en inscrivant 51 points contre les Celtics de Boston.

#### Pacers de l'Indiana (2021-2022)
Le 13 janvier 2021, Caris Le Vert est transféré aux Pacers de l'Indiana dans un échange à quatre équipes.
Le 26 janvier 2021, il est opéré avec succès d'un cancer du rein qui lui avait été diagnostiqué peu après son échange chez les Pacers.

#### Cavaliers de Cleveland (2022-2025)
En février 2022, il est transféré aux Cavaliers de Cleveland en échange de Ricky Rubio, un choix de loterie protégé de la draft 2022 ainsi que deux seconds tours de draft.
Il prolonge avec les Cavaliers pour un contrat de 32 millions de dollars sur deux ans à l'été 2023.

#### Hawks d'Atlanta (2025)
Le 6 février 2025, il est envoyé, avec Georges Niang, aux Hawks d'Atlanta en échange de De'Andre Hunter.

#### Pistons de Détroit (depuis 2025)
Agent libre à l'été 2025, il rejoint les Pistons de Détroit pour un contrat de 29 millions de dollars sur deux ans.

## Palmarès
- Second-team All-Big Ten (2014)
- Associated Press All-Ohio Second Team (2012)
- Columbus Dispatch Metro Co-Player of the Year (2012)
- OHSAA Division I state champion (2012)

## Statistiques

### Universitaires
Les statistiques en matchs universitaires de Caris LeVert sont les suivantes :
| Saison    | Équipe   | Matchs | Titul. | Min./m | % Tir | % 3pts | % LF | Rbds/m. | Pass/m. | Int/m. | Ctr/m. | Pts/m. |
| --------- | -------- | ------ | ------ | ------ | ----- | ------ | ---- | ------- | ------- | ------ | ------ | ------ |
| 2012-2013 | Michigan | 33     | 1      | 10,8   | 31,5  | 30,2   | 50,0 | 1,09    | 0,76    | 0,18   | 0,06   | 2,30   |
| 2013-2014 | Michigan | 37     | 37     | 34,0   | 43,9  | 40,8   | 76,7 | 4,32    | 2,95    | 1,19   | 0,27   | 12,92  |
| 2014-2015 | Michigan | 18     | 18     | 35,8   | 42,1  | 40,5   | 81,0 | 4,89    | 3,72    | 1,78   | 0,39   | 14,94  |
| 2015-2016 | Michigan | 15     | 14     | 30,9   | 50,6  | 44,6   | 79,4 | 5,33    | 4,93    | 1,00   | 0,20   | 16,47  |
| Total     | Total    | 103    | 70     | 26,4   | 43,4  | 40,1   | 77,0 | 3,53    | 2,67    | 0,94   | 0,21   | 10,39  |

### Professionnelles

#### Saison régulière
| Saison    | Équipe    | Matchs | Titul. | Min./m | % Tir | % 3pts | % LF | Rbds/m. | Pass/m. | Int/m. | Ctr/m. | Pts/m. |
| --------- | --------- | ------ | ------ | ------ | ----- | ------ | ---- | ------- | ------- | ------ | ------ | ------ |
| 2016-2017 | Brooklyn  | 57     | 26     | 21,7   | 45,0  | 32,1   | 72,0 | 3,30    | 1,93    | 0,86   | 0,14   | 8,21   |
| 2017-2018 | Brooklyn  | 71     | 10     | 26,2   | 43,5  | 34,7   | 71,1 | 3,66    | 4,21    | 1,15   | 0,31   | 12,08  |
| 2018-2019 | Brooklyn  | 40     | 25     | 26,6   | 42,9  | 31,2   | 69,1 | 3,77    | 3,90    | 1,05   | 0,35   | 13,68  |
| 2019-2020 | Brooklyn  | 45     | 31     | 29,6   | 42,5  | 36,4   | 71,1 | 4,20    | 4,42    | 1,18   | 0,22   | 18,71  |
| 2020-2021 | Brooklyn  | 12     | 4      | 27,8   | 43,5  | 34,9   | 76,5 | 4,33    | 6,00    | 1,08   | 0,50   | 18,50  |
| 2020-2021 | Indiana   | 35     | 35     | 32,9   | 44,3  | 31,8   | 82,2 | 4,63    | 4,94    | 1,51   | 0,69   | 20,74  |
| 2021-2022 | Indiana   | 39     | 39     | 31,1   | 44,7  | 32,3   | 76,0 | 3,85    | 4,44    | 0,90   | 0,46   | 18,67  |
| 2021-2022 | Cleveland | 19     | 10     | 29,8   | 43,5  | 31,3   | 74,5 | 3,37    | 3,95    | 0,84   | 0,26   | 13,58  |
| 2022-2023 | Cleveland | 74     | 30     | 30,2   | 43,1  | 39,2   | 72,2 | 3,81    | 3,88    | 0,97   | 0,32   | 12,12  |
| 2023-2024 | Cleveland | 68     | 10     | 28,8   | 42,1  | 32,5   | 76,6 | 4,12    | 5,09    | 1,12   | 0,50   | 14,00  |
| 2024-2025 | Cleveland | 38     | 3      | 23,8   | 45,3  | 40,5   | 69,9 | 2,80    | 3,70    | 0,90   | 0,50   | 10,20  |
| 2024-2025 | Atlanta   | 26     | 0      | 26,6   | 48,2  | 33,8   | 72,2 | 3,70    | 2,90    | 0,90   | 0,50   | 14,90  |
| Total     | Total     | 524    | 223    | 27,8   | 43,7  | 34,5   | 73,6 | 3,87    | 4,11    | 1,07   | 0,36   | 13,90  |

Mise à jour le 4 juillet 2025

#### Playoffs
| Saison | Équipe    | Matchs | Titul. | Min./m | % Tir | % 3pts | % LF | Rbds/m. | Pass/m. | Int/m. | Ctr/m. | Pts/m. |
| ------ | --------- | ------ | ------ | ------ | ----- | ------ | ---- | ------- | ------- | ------ | ------ | ------ |
| 2019   | Brooklyn  | 5      | 2      | 28,9   | 49,3  | 46,2   | 72,4 | 4,60    | 3,00    | 1,00   | 0,40   | 21,00  |
| 2020   | Brooklyn  | 4      | 4      | 34,9   | 37,0  | 42,9   | 72,0 | 6,00    | 9,50    | 1,25   | 0,25   | 20,25  |
| 2023   | Cleveland | 5      | 3      | 33,9   | 42,9  | 36,1   | 61,5 | 4,60    | 2,60    | 0,40   | 0,20   | 15,00  |
| 2024   | Cleveland | 11     | 1      | 25,3   | 43,1  | 18,2   | 65,4 | 3,64    | 2,27    | 0,82   | 0,55   | 10,09  |
| Total  | Total     | 25     | 10     | 29,3   | 43,1  | 34,5   | 68,8 | 4,40    | 3,64    | 0,84   | 0,40   | 14,88  |

## Records sur une rencontre en NBA
Les records personnels de Caris LeVert en NBA sont les suivants, :
| Type de statistique        | Saison régulière | Saison régulière          | Saison régulière | Playoffs | Playoffs              | Playoffs      |
| Type de statistique        | Record           | Adversaire                | Date             | Record   | Adversaire            | Date          |
| -------------------------- | ---------------- | ------------------------- | ---------------- | -------- | --------------------- | ------------- |
| Points                     | 51               | @ Celtics de Boston       | 3 mars 2020      | 35       | Raptors de Toronto    | 23 août 2020  |
| Paniers marqués            | 19               | Bulls de Chicago          | 4 février 2022   | 11       | Raptors de Toronto    | 23 août 2020  |
| Paniers tentés             | 30               | Wizards de Washington     | 8 mai 2021       | 23       | Raptors de Toronto    | 23 août 2020  |
| Paniers à 3 points réussis | 7                | @ Grizzlies de Memphis    | 8 janvier 2021   | 6        | Raptors de Toronto    | 23 août 2020  |
| Paniers à 3 points tentés  | 12               | Hornets de Charlotte      | 29 décembre 2021 | 11       | @ Knicks de New York  | 21 avril 2023 |
| Lancers francs réussis     | 13               | @ Thunder d'Oklahoma City | 8 novembre 2023  | 7        | Raptors de Toronto    | 23 août 2020  |
| Lancers francs tentés      | 18               | @ Celtics de Boston       | 3 mars 2020      | 10       | Raptors de Toronto    | 23 août 2020  |
| Rebonds offensifs          | 5                | Pacers de l'Indiana       | 30 octobre 2019  | 4        | 76ers de Philadelphie | 18 avril 2019 |
| Rebonds défensifs          | 11               | Wizards de Washington     | 8 mai 2021       | 7        | @ Knicks de New York  | 23 avril 2023 |
| Rebonds totaux             | 14               | Wizards de Washington     | 8 mai 2021       | 9        | @ Knicks de New York  | 23 avril 2023 |
| Passes décisives           | 15               | @ Bulls de Chicago        | 28 février 2024  | 15       | @ Raptors de Toronto  | 17 août 2020  |
| Interceptions              | 6                | @ Hornets de Charlotte    | 22 février 2020  | 2        | 6 fois                | 6 fois        |
| Contres                    | 3                | 8 fois                    | 8 fois           | 1        | 10 fois               | 10 fois       |
| Balles perdues             | 7                | 2 fois                    | 2 fois           | 5        | @ Raptors de Toronto  | 17 août 2020  |
| Minutes jouées             | 46               | Celtics de Boston         | 2 novembre 2022  | 42       | 76ers de Philadelphie | 20 avril 2019 |

- Double-double : 22 (dont 2 en playoffs)
- Triple-double : 1

Dernière mise à jour : 12 février 2025

## Salaires
Les gains de Caris LeVert en carrière sont les suivants :
| Année       | Équipe                 | Salaire      |
| ----------- | ---------------------- | ------------ |
| 2016-2017   | Nets de Brooklyn       | 1 562 280 $  |
| 2017-2018   | Nets de Brooklyn       | 1 632 480 $  |
| 2018-2019   | Nets de Brooklyn       | 1 702 800 $  |
| 2019-2020   | Nets de Brooklyn       | 2 625 718 $  |
| 2020-2021   | Pacers de l'Indiana    | 16 203 704 $ |
| 2021-2022   | Cavaliers de Cleveland | 17 500 000 $ |
| 2022-2023   | Cavaliers de Cleveland | 18 796 296 $ |
| Total Gains | Total Gains            | 60 023 278 $ |
| 2023-2024   | Cavaliers de Cleveland | 15 384 616 $ |
| 2024-2025   | Cavaliers de Cleveland | 16 615 384 $ |